# Stac Electronics

Mailbox von Stac Electronics

Stac Electronics war ein US-amerikanisches Unternehmen der Computerbranche, das 1984 von vier Studenten der kalifornischen Hochschule Caltech gegründet und 2002 aufgelöst wurde. Einen Namen machte sich Stac Electronics insbesondere durch Backup-Lösungen, aber auch bei Entwicklungen von Algorithmen der Datenkompression. Das bekannteste Produkt von Stac Electronics war Stacker, ein Datenkompressionsprogramm, das 1990 auf den Markt gebracht wurde und das Unternehmen aufgrund des großen Verkaufserfolgs aus einer finanziell schwierigen Situation befreite. Stacker ermöglichte es den Nutzern, Dateien auf etwa die Hälfte der ursprünglichen Dateigröße zu komprimieren und den damals eng begrenzten und teuren Festplattenspeicherplatz so effektiver auszunutzen.

## Auseinandersetzung mit Microsoft
Mit der Veröffentlichung von Microsofts MS-DOS 6.2 im Jahre 1993 endete der Verkaufserfolg von Stacker. Das Microsoft-Betriebssystem enthielt ein eigenes Kompressionsprogramm namens DoubleSpace und beendete damit die quasi-Monopolstellung von Stac Electronics auf dem Markt der Datenkompression. Verschiedene Indizien legten die Vermutung nahe, dass DoubleSpace auf der Technologie von Stacker basierte. In einem darauf folgenden Gerichtsverfahren des Jahres 1994 verklagte Stac Electronics Microsoft wegen unerlaubter Patentnutzung und Wirtschaftsspionage und bekam eine Entschädigung von 5,50 US-Dollar pro verkaufter Kopie von MS-DOS 6.2, insgesamt rund 120.000.000 Dollar, zugesprochen.
Microsoft reagierte mit einer Gegenklage. Stac habe unter anderem durch Rückentwicklung der undokumentierten PRELOAD-Schnittstelle in DOS 6 und deren Verwendung in Stacker 3.1 gegen Geschäftsgeheimnisse von Microsoft verstoßen. Microsoft wurde anschließend eine Entschädigung von 13.600.000 Dollar zugesprochen.
Stac Electronics erwirkte wiederum eine einstweilige Verfügung, die den weiteren Verkauf von MS-DOS 6.2 untersagte. Daraufhin wurde DOS als Version 6.21 ohne DoubleSpace vertrieben.
Letztlich einigten sich beide Parteien Ende 1994 auf einen Vergleich. Microsoft sicherte Stac Electronics ein Firmeninvestment in Höhe von 39.900.000 Dollar sowie eine Patentübernahmegebühr in Höhe von 43.000.000 Dollar zu und Stac Electronics verzichtete auf alle bestehenden Ansprüche. Microsoft implementierte daraufhin erneut die nun lizenzierte Komprimierung unter dem Namen DriveSpace ab DOS 6.22.

## Auflösung des Unternehmens
Nach dem Vergleich mit Microsoft suchte Stac Electronics nach neuen Einnahmemöglichkeiten und entwickelte verschiedene Produkte, von denen jedoch keines ein großer wirtschaftlicher Erfolg war. Im Zuge der „New Economy“ nannte sich das Unternehmen im Jahre 1998 in Previo um und entwickelte Softwareprodukte. Mit dem Platzen der New-Economy-Blase löste sich das Unternehmen im Jahre 2002 auf. Bis dahin entwickelte Softwaretechnologie wurde gewinnbringend an den Mitbewerber Altiris veräußert.